# Levent Ayçiçek
Levent Ayçiçek, né le 12 février 1994 à Nienburg/Weser, est un footballeur allemand d'origine turque qui évolue au poste de milieu offensif au Adana Demirspor.

## Palmarès

### En équipe nationale
- Allemagne -17 ans
  - Troisième de la Coupe du monde des moins de 17 ans en 2011
    - Finaliste du championnat d'Europe des moins de 17 ans en 2011